# Станислав Трифонов
 Тази статия е за българския художник.  За телевизионния водещ вижте Слави Трифонов.  
Станислав Трифонов, известен със своя артистичен псевдоним Насимо (Nasimo), е български стрийт арт художник.

## Биография
Роден е през 1979 г. в град Търговище. Завършва факултета по изобразителни изкуства към Великотърновски университет със специалност „Изящни изкуства“.
Започва да се занимава с графити и стенопис през 1995 г. 25 години по-късно негови творби могат да бъдат видяни в страни като България, Великобритания, Германия, Австрия, Италия, Белгия, Португалия, Канада, Русия, Полша, Румъния, Сърбия, Косово, Турция, Индия и Китай, някои от които се разпростират върху фасади на многоетажни сгради.
През 2016 г. е номиниран за „Будител на годината“ от Българска национална телевизия и Радио FM+.
През 2018 г- е награден от Община Търговище за „Принос към развитието на културата“ в категория „Изящни изкуства“.